# Le Bousquet-d'Orb
Le Bousquet-d'Orb è un comune francese di 1 630 abitanti situato nel dipartimento dell'Hérault nella regione dell'Occitania. È attraversato dal fiume Orb.

## Società

### Evoluzione demografica
Abitanti censiti